# 14361 Boscovich
14361 Boscovich è un asteroide della fascia principale. Scoperto nel 1988, presenta un'orbita caratterizzata da un semiasse maggiore pari a 2,5810096 UA e da un'eccentricità di 0,0978799, inclinata di 13,27432° rispetto all'eclittica.